# پیچ بست

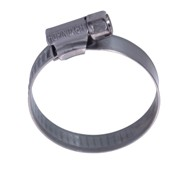

پیچ بست نوعی پیچ است که به یک نوار حلقوی فلزی متصل شده‌است. این پیچ برای بستن به دور شلنگهای آب و گاز تعبیه شده‌است. هدف از استفاده از پیچ بست جلوگیری از نشت مایعات و گازها می‌باشد.
یکی از پر مصرف ترین و پرکاربردترین ابزاری که در پروژه های مختلف صنعتی و یا کارهای روزمره کاربرد دارد و در بسیاری از موارد از آن استفاده میشود چیزی نیست جز بست فلزی ، بله درست شنیدید بست فلزی. در دنیای امروز که با دهکده ای از ابزار روبه روهستیم یکی از پرکاربردترین وسایل در زندگی امروزی بست فزی است که انواع مختلفی دارد.
== انواع بست فلزی == 
بستهای فلزی انواع مختلفی دارند که هرکدام با توجه به کاری که انجام میدهند و در محیطی که مور استفاده قرار میگیرند دارای سایزهای مختلفی هستند و از انواع آن میتوانیم به بست فلزی شلنگ آب ، بست فلزی شلنگ گاز ، بستهای فلزی مخصوص پلوس ماشین ، بستهای فلزی مخصوص شلنگ رادیاتور و بخاری انواع ماشین ، بستهای فلزی لوله و ... نام ببریم که در دو نوع ساده و روکش دار تولید و روانه بازار میشوند. سایزهای کوچکتر این بست ها برای شلنگ آب و گاز مورد استفاده قرار میگیرد که جز پرمصرف ترین بستهای فلزی در ایران میباشند و از بستهای فلزی بزرگ در صنایع مختلف برای اتصالات لوله های بزرگ استفاده میشود.
  == جنس و کاربرد های بست فلزی ==
بستهای فلزی در جنس های مختلفی تولید و روانه بازار میشوند که از انواع این جنس ها میتوانیم به مس ، استیل ضد زنگ ، آهن ، آلومینیوم ، ورق گالوانیزه و ... اشاره کنیم. بستهای فلزی کاربردهای مختلفی دارد که از انواع این کاربردها میتوانیم به اتصال شلنگ آب به سری شیر آب نام ببریم که قطعا همه ما یک نمونه از این مصرف را در اطراف خود دیده ایم یا خودمان از این نوع اتصال استفاده کرده ایم تا هنگام استفاده از شلنگ آب فشار آب باعث جدا شدن شلنگ از سری لوله نشود و با خیال راحت به کار خود بپردازیم. کاربرد دیگر این نوع بست را میتوانیم در اتصال انواع شلنگ گاز به لوله ببینیم که با استفاده از بست، شلنگ لوله گاز را محکم کرده تا از نشت گاز به بیرون جلوگیری شود یا خدای نکرده بر اثر ضربه یا جابه جایی یا لغزش شلنگ گاز از لوله گاز خارج نشود و گاز به بیرون نشت نکند که منجر به اتفاقات ناگوار شود. از دیگر کاربردهای بستهای فلزی میتوانیم به کاربرد این بست ها در اتومبیل اشاره کنیم که در قطعات مختلف ماشین برای اتصالات شلنگ های داخل اتومبیل مانند پلوس یا شلنگ رادیاتور و یا بخاری از این نوع بست استفاده میشود. کاربرد دیگر بستهای فلزی را میتوانیم در صنایع دیگر ببینیم که در لوله های بزرگی که در کارخانه ها وجود دارد از بستهای فلزی سایز بزرگتر استفاده میکنند یا به عنوان مثال لوله های پهن و بزرگ در صنعت کشاورزی که برای آبیاری زمین های کشاورزی استفاده میشود توسط بستهای فلزی به یکدیگر چفت شده و محکم میشوند تا بر اثر فشار آب شلنگها یا لوله های پهن و بزرگ از هم جدا نشوند.